# Länsi-Mustasaari
Länsi-Mustasaari, nazývaný také Länsi-Musta či Länsi Mustasaari a švédsky Västersvartö a česky lze přeložit jako Západní Černý ostrov, je plochý skalnatý ostrov přibližného tvaru ledviny. Nachází se ve Finském zálivu Baltského moře u pobřeží jižního Finska. Patří do souostroví a části Suomenlinna v okrese Ullanlinna, v Jižním hlavním obvodu (Eteläinen suurpiiri) v Helsinkách v provincii Uusimaa. Iso Mustasaari, podobně jako celá Suomenlinna, je památkou UNESCO.

## Další informace
Länsi-Mustasaari je nejzápadnějším ostrovem Suomenlinny. V roce 1747 byl pro ostrov vypracován ambiciózní plán opevnění, ze kterého byla realizována pouze část. Ostrov je spojen mostem se sousedním ostrovem Pikku Mustasaari a přes něj i s ostatními ostrovy Suomenlinna. Nachází se zde bývalé vojenské stavby, pevnosti a děla, maják, pláž a obytný blok. Adresy budov zde umístěných začínají Suomenlinna E následované číslem budovy.

## Galerie

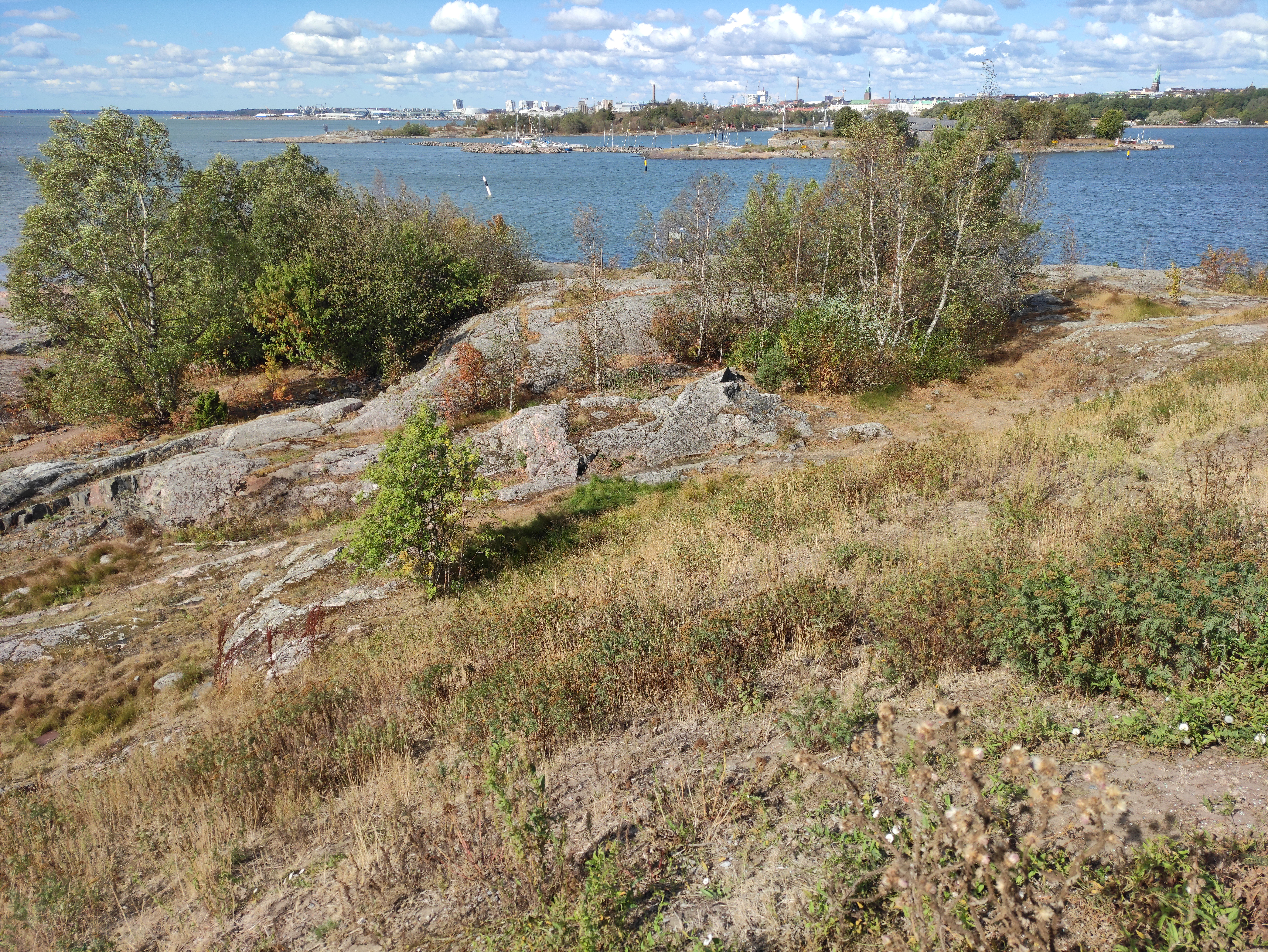
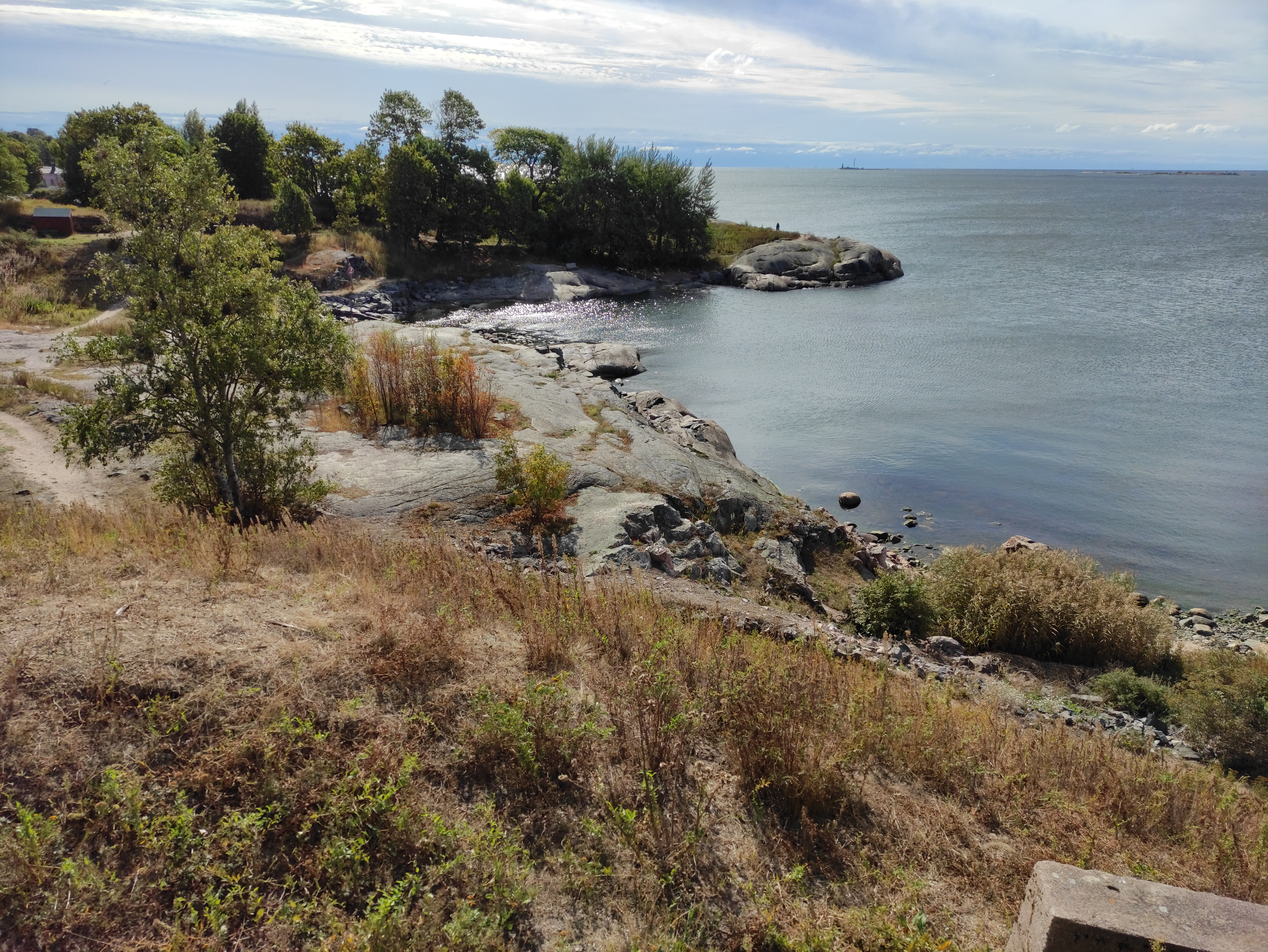
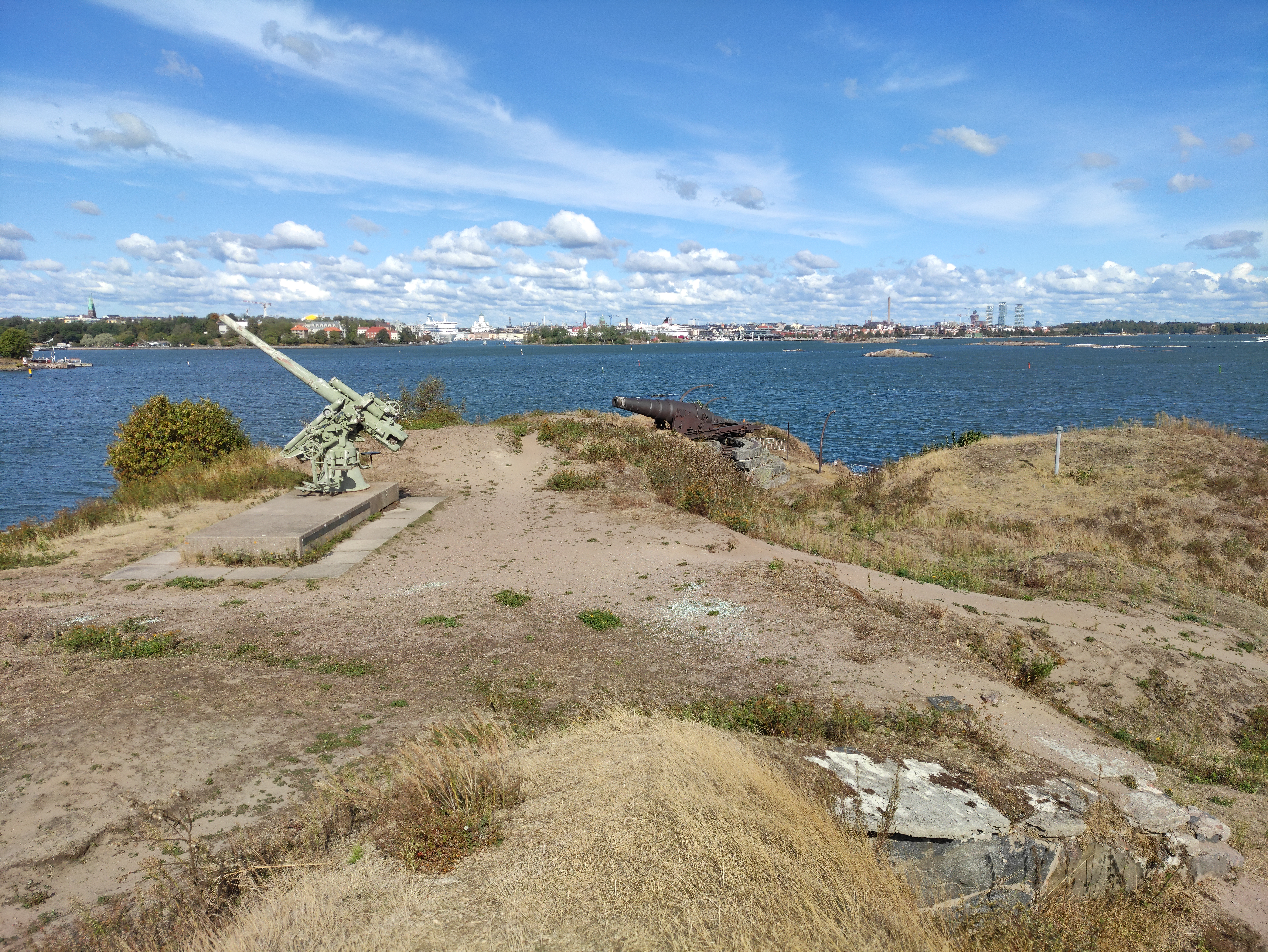
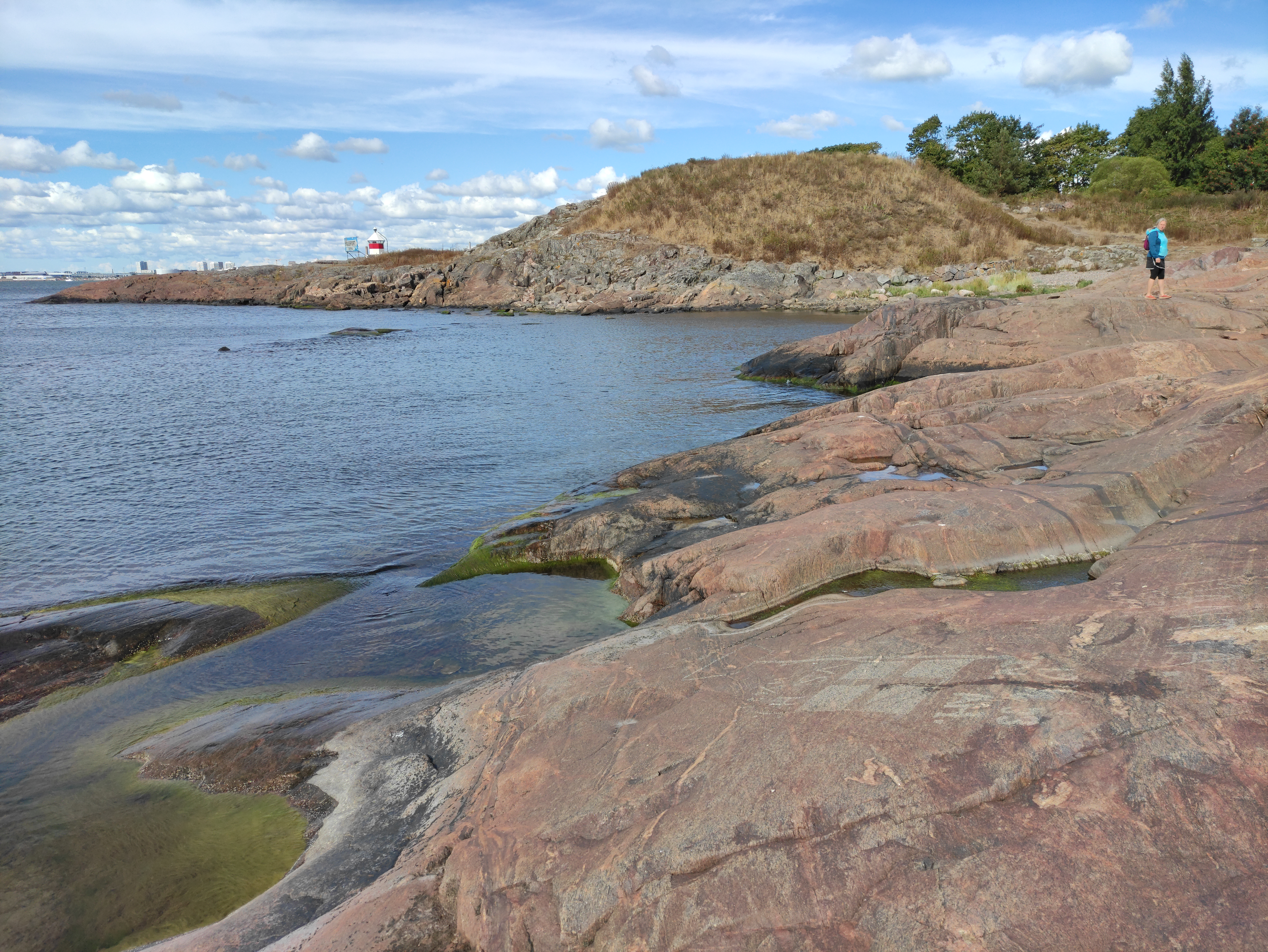
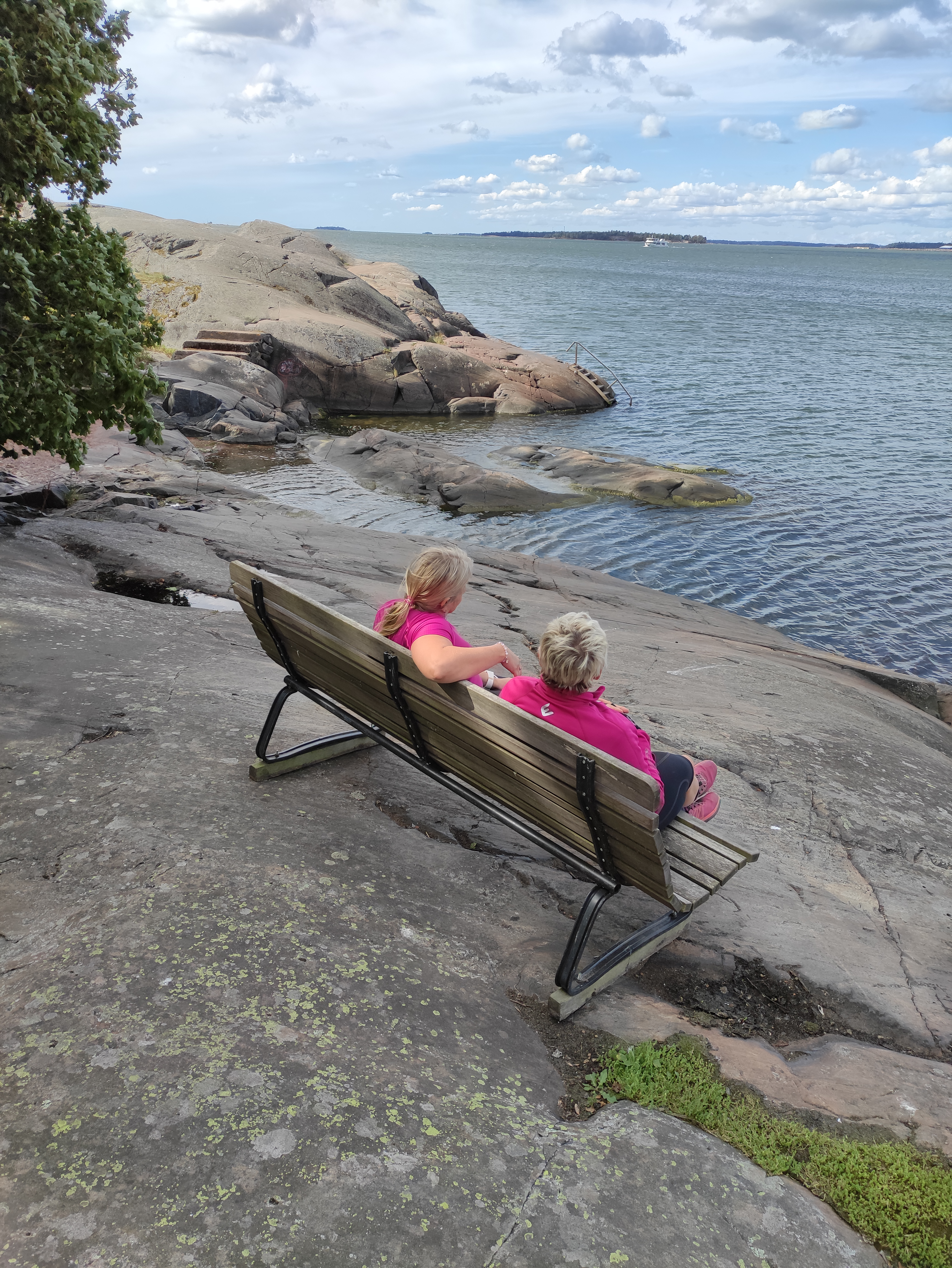

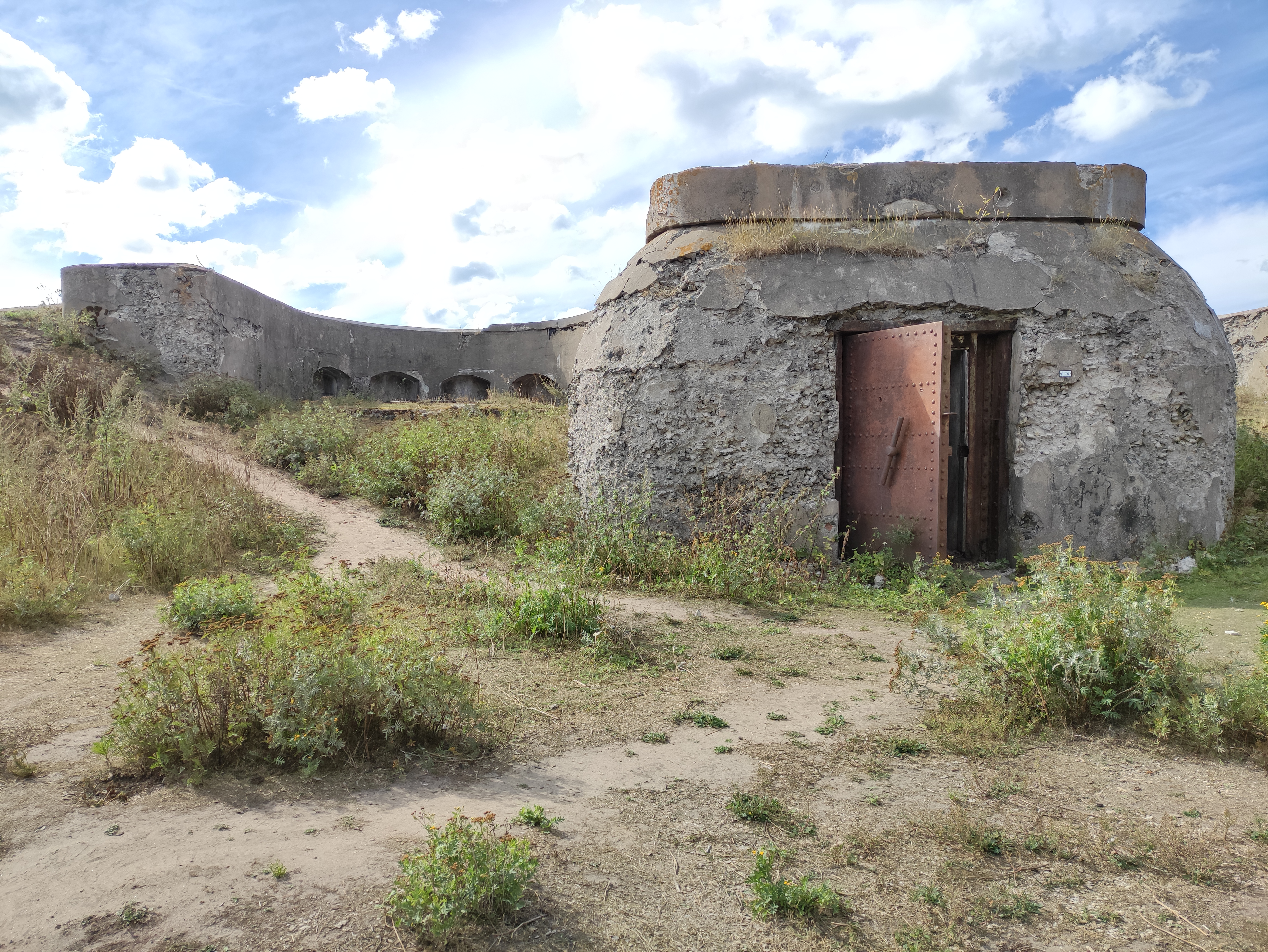
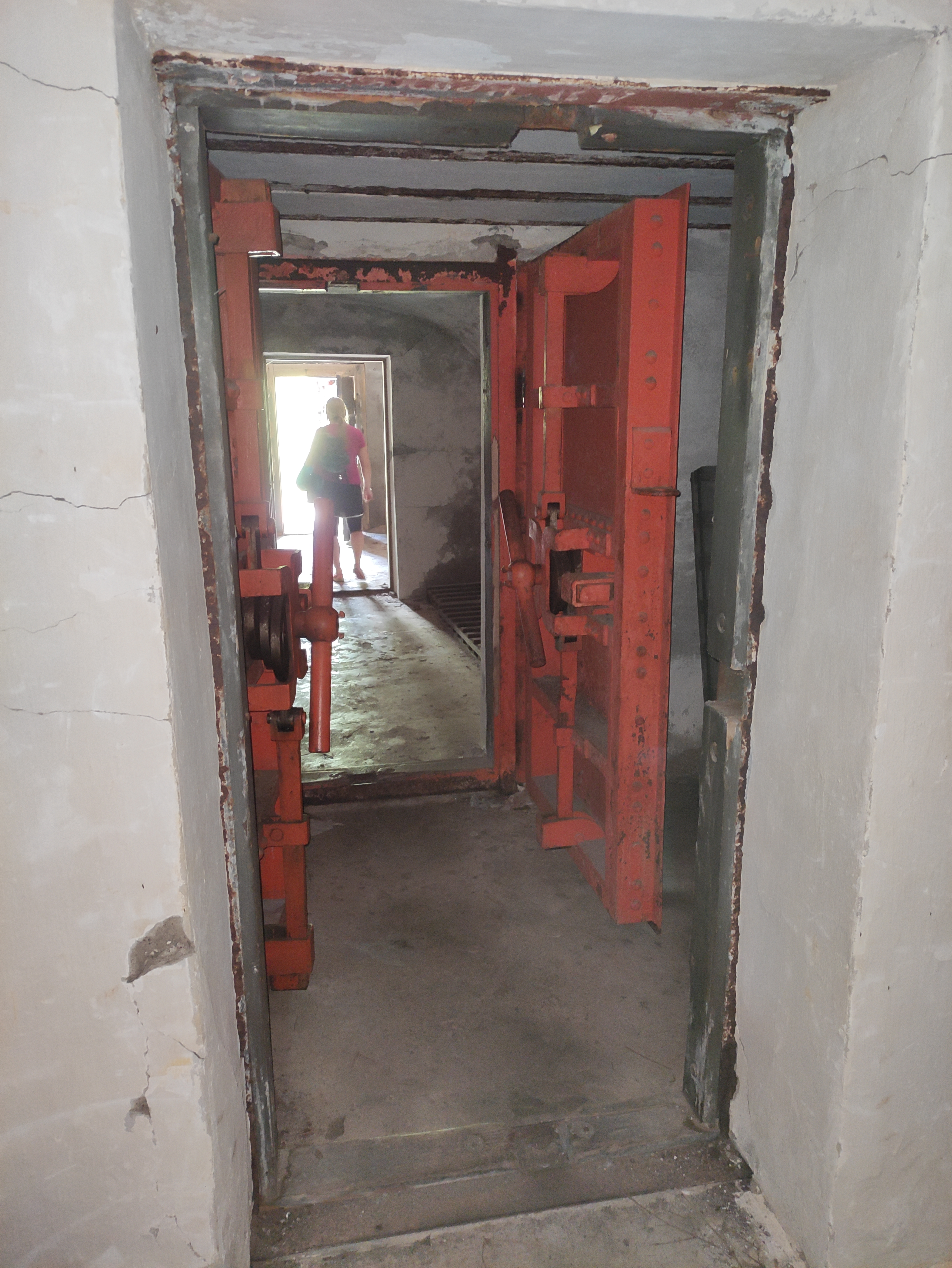
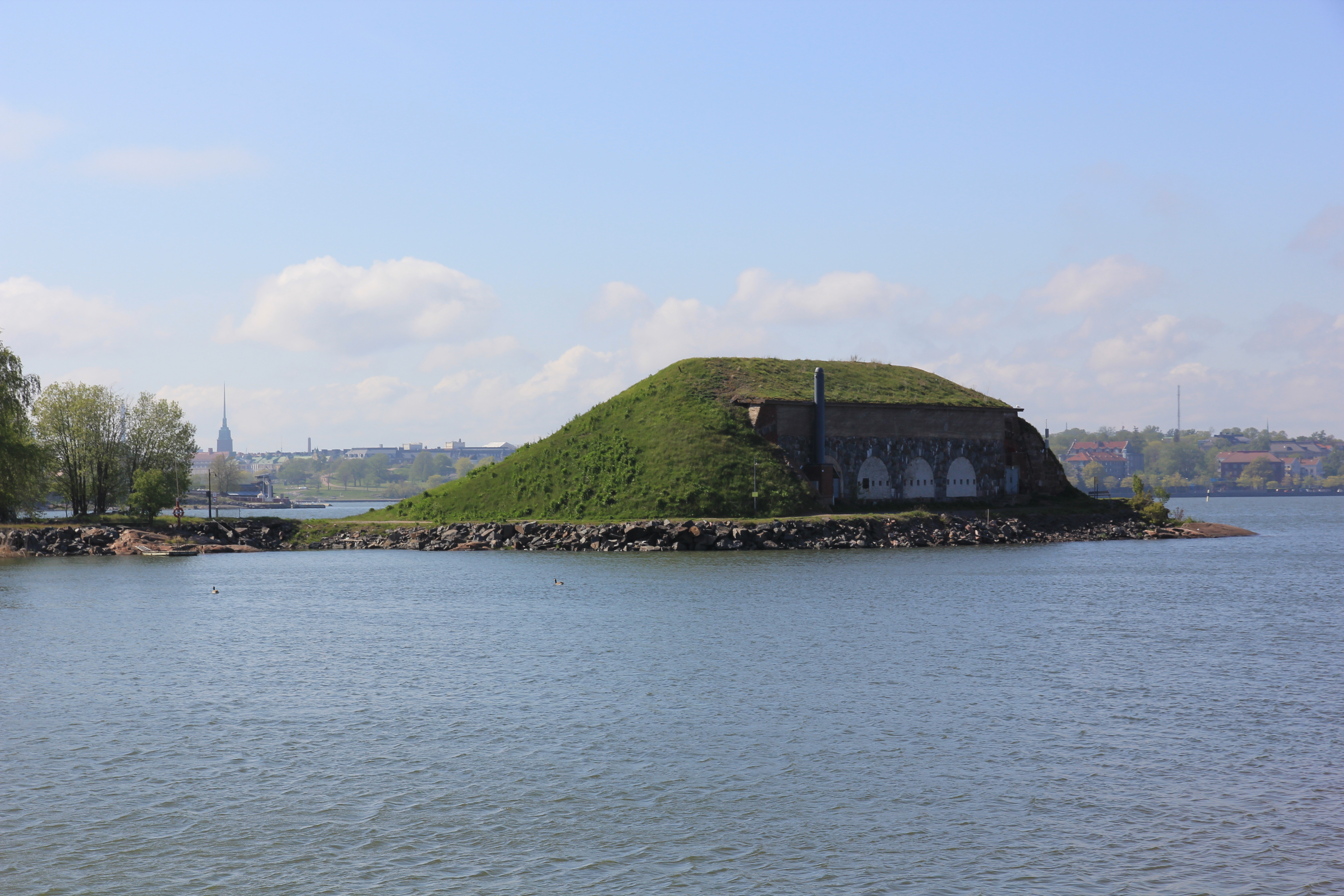
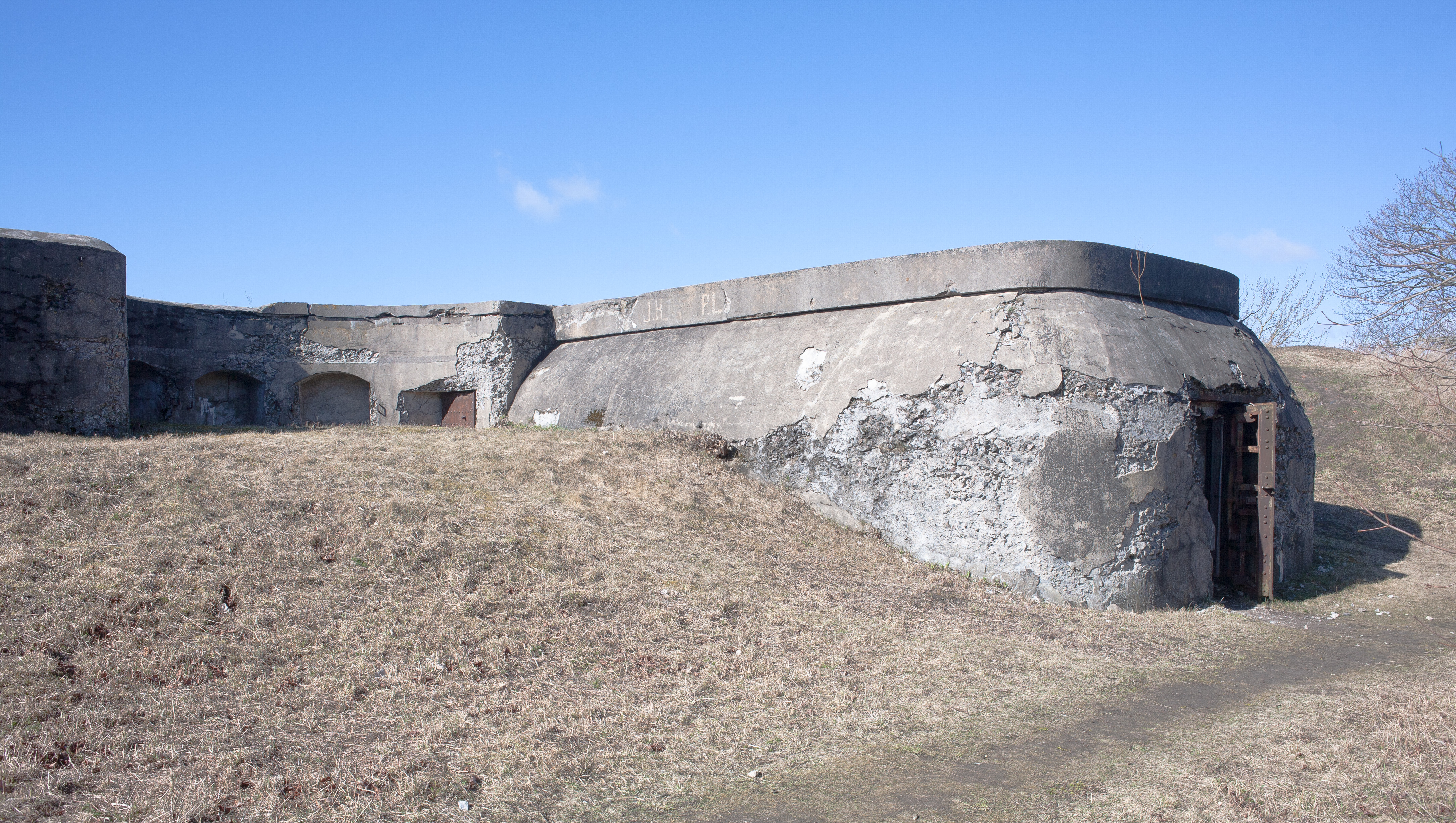
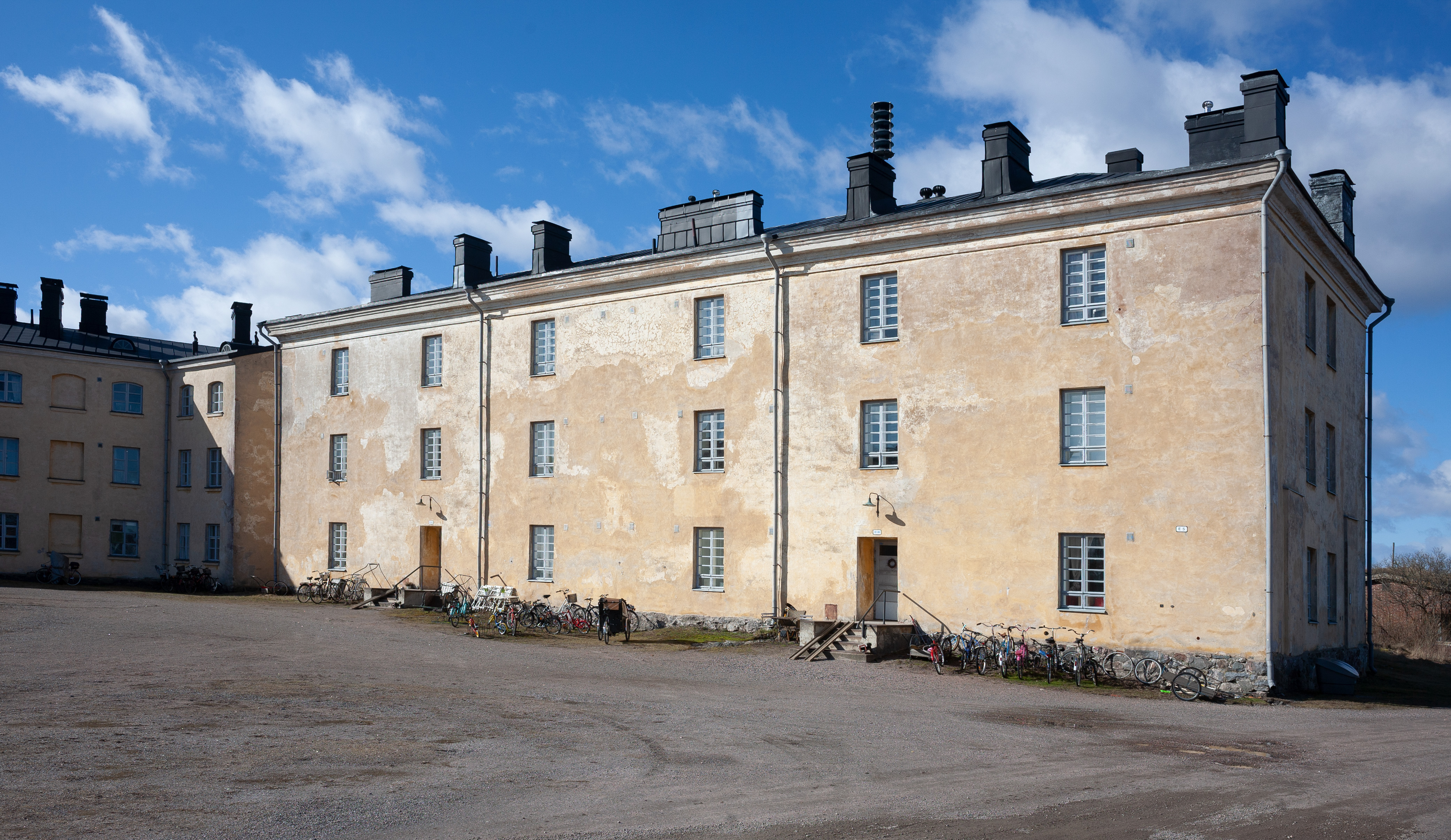